# Corsiniaceae
Corsiniaceae là một họ rêu trong bộ Marchantiales.